# Jabłonka (Petite-Pologne)
Pour les articles homonymes, voir Jabłonka.
Jabłonka est une localité polonaise, siège de la gmina de Jabłonka, située dans le powiat de Nowy Targ en voïvodie de Petite-Pologne.